# Бласка, Феликс
Феликс Бласка (фр. Félix Blaska; 8 мая 1941, Гомель) — французский артист балета и балетмейстер.

## Биография
Окончил в 1960 году Парижскую консерваторию. Работал в труппе Пети. С 1968 году в труппе Современный балетный театр. В 1969 году создал труппу «Les Ballets de F. Blaska» (Балет Феликса Бласка), которая гастролировала по Франции и за рубежом, с 1972 года работал при Доме культуры в Гренобле.

## Постановки
- «Октандр» на музыку Э.Вареза (1966)
- «Избирательное сродство» на музыку Местраля (1966)
- «Концертные танцы» на музыку Стравинского
- «Равенства» на музыку Элуа
- «Электро-Бах» на музыку Карлоса (1969)
- «Балет для там-тама и ударных» на музыку Друэ (1970)
- «Второй концерт» Прокофьева (1970, Марсельская опера)
- «Соната для двух фортепьяно и ударных» Бартока (1971)
- «Электронная поэма» на музыку Э.Вареза (1973, парижская Опера)
- «Аркана» на музыку Э.Вареза (1973, парижская Опера)
- «Спектакль Берио» на музыку Берио (1974, Балет Феликса Бласка)
- «Четыре пьесы» на музыку Берга (1977—1978)
- «История солдата» Стравинского (1977-78).